# Sobótka
Sobótka [sɔˈbutka], tyska: Zobten am Berge, är en stad i sydvästra Polen, belägen i distriktet Powiat wrocławski i Nedre Schlesiens vojvodskap, 30 kilometer sydväst om Wrocław. Tätorten hade 6 968 invånare i juni 2014 och är centralort för en stads- och landskommun med totalt 12 776 invånare samma år.

## Geografi
Sobótka ligger i det historiska landskapet Nedre Schlesien, vid foten av berget Ślęża, vars större del samt toppen på 718 meter över havet ligger inom kommunens gränser. Genom staden rinner floden Czarna Woda som rinner upp vid berget, en biflod till Bystrzyca. Staden tillhör den sydvästra utkanten av Wrocławs storstadsområde och Sobótkas omgivningar är populära som friluftsområde för boende i storstadsregionen.

## Historia
Området har varit bebott oavbrutet sedan förhistorisk tid, vilket visats av ett stort antal arkeologiska fynd omkring staden, och platsen är en av de äldsta belagda orterna i Schlesien. Under bronsåldern hade den keltiska stammen bojer en helgedom på berget Ślęża, som var en av bojernas nordöstra utposter. De germanska silingerna bosatte sig i trakten under de första århundradena e. Kr., innan slaviska stammar under 600-talet trängde undan germanerna. Den viktigaste av dessa slaviska stammar var slensanerna. Från slutet av 900-talet kontrollerades området politiskt av de polska hertigarna av huset Piast.
Orten Sobótka omnämns första gången 1148 i en bulla från påven Eugenius III, där orten omnämns som en marknadsort vid namn Sabath. Namnet är troligen avlett från de dåvarande lördagsmarknaderna varje vecka, då sabbatum på latin, sobota på polska, betyder "lördag". Orten är därmed en av de äldsta marknadsorterna i Schlesien och de officiella marknadsprivilegierna bekräftades 1193 från hertigen Bolesław I "den långe". År 1128 grundade stormannen Piotr Włostowic, som ägde stora egendomar i Nedre Schlesien, ett augustinerkloster vid Ślęża, med munkar från Arrouaise. Klostret flyttades dock redan 1134 till Wrocław, men augustinerorden förblev ägare till området. Den polske seniorhertigen Henrik I av Schlesien, "den skäggige", gav orten stadsrättigheter enligt Magdeburgrätten 1221.
Under kung Kasimir III av Polens regering kom Schlesien att lösgöras från Polen. Orten blev under senare medeltid känd under det tyskspråkiga namnet Zobten, och 1353 kom orten att hamna under kungariket Böhmen och därmed bli del av Tysk-romerska riket. Den böhmiske kungen Wencel IV bekräftade åter stadsrättigheterna 1399. År 1428 förstördes staden nästan fullständigt under husiterkrigen. 1499 köpte Augustinerorden tillbaka staden.
Staden hade sin blomstringsepok under huset Habsburg, som från 1526 i egenskap av kungar av Böhmen gjorde Schlesien till en del av Habsburgmonarkin. Under trettioåriga kriget kom dock orten att förstöras och befolkningen sjönk till under 200 invånare, från över 1000 före kriget. 1742 blev orten del av kungariket Preussen genom Österrikiska tronföljdskriget, men kom att förbli i augustinernas ägo fram till 1810, då alla kyrkliga egendomar sekulariserades.
Efter Napoleonkrigen kom staden under Preussen att utvecklas till ett politiskt centrum för Burschenschaften och frikårer i Schlesien. År 1885 öppnades järnvägen till Breslau och 1907 invigdes ortens Bismarcktorn.
Staden intogs av Röda armén 7 maj 1945 och förstördes till över hälften. Efter kriget blev orten tillsammans med Schlesien del av Polen och döptes officiellt om till den polska namnformen Sobótka av de polska myndigheterna. Den tysktalande befolkningen fördrevs över gränsen. Under decennierna efter kriget byggdes staden åter upp och återbefolkades av polska bosättare samt flyktingar från tidigare polska områden öster om Curzonlinjen. Staden tillhörde Wrocławs vojvodskap mellan 1975 och 1998. Sedan 1999 är staden del av det då bildade Nedre Schlesiens vojvodskap.

## Kända invånare
- Heinrich Ludwig Tschech (1789–1844), borgmästare i Storkow, dömd för mordförsök på kung Fredrik Vilhelm IV av Preussen.
- Otto von Zedlitz und Trützschler (1873–1927), ornitolog och författare.
- Dieter Grahn (född 1944), roddare och tränare för tyska herrlandslaget i rodd.